# Denise Vogel
Denise Vogel (14 december 1988) is een voormalige Nederlandse handbalster die voor het laatst uitkwam in de Nederlandse eredivisie voor Venus/Nieuwegein.